# Krupá (vattendrag)
Krupá är ett vattendrag i Tjeckien.   Det ligger i regionen Olomouc, i den östra delen av landet, 180 km öster om huvudstaden Prag.